# Friedrich von Hausen
Pour les articles homonymes, voir Hausen.
Friedrich von Hausen (en moyen-allemand : Friedrich von Hûsen), né dans les années 1150 et mort le 6 mai 1190 à Philomelium (Asie Mineure), est un poète allemand médiéval, l'un des premiers des Minnesänger.

## Biographie

### Mort
Friedrich von Hausen accompagne l'empereur Frédéric Barberousse, qui le tenait en haute estime, à la troisième croisade, en 1189. Il trouve la mort le 6 mai 1190 à la bataille de Philomelium (l'actuelle ville turque d'Akşehir), en chutant de cheval alors qu'il poursuivait l'ennemi.